# 12月13日
12月13日（じゅうにがつじゅうさんにち）は、グレゴリオ暦で年始から347日目（閏年では348日目）にあたり、年末まであと18日ある。

## できごと
- 1294年 - ローマ教皇ケレスティヌス5世が自ら教皇を退位。
- 1577年 - イギリスの軍人フランシス・ドレークが艦隊を率いてプリマスから世界周航に出発。
- 1636年 - マサチューセッツ湾植民地がインディアンから植民地を守るため民兵を設置。州兵の起源。
- 1867年（慶応3年11月18日） - 新撰組が伊東甲子太郎ら御陵衛士を暗殺（油小路事件）。
- 1874年 - 「双子の場合は、先に産まれた方を兄・姉とする」という太政官指令[1]が出される。
- 1902年 - 哲学館に付与されていた卒業生に対する教員免許の無試験交付特権が剥奪される（哲学館事件）。
- 1931年 - 犬養毅内閣が発足。
- 1931年 - 犬養内閣の初閣議で日本の金輸出再禁止を決定。金本位制から管理通貨制度に移行。
- 1937年 - 日中戦争: 日本軍が南京を陥落させ、南京攻略戦が終結。翌12月14日より6週間、残敵掃討作戦。そして南京城内や周辺地域の一般市民などに対して殺傷や暴行。この一端として南京事件が発生したと言われているが、現在も論争になっている（南京事件論争）。
- 1939年 - 第二次世界大戦: ラプラタ沖海戦。
- 1941年 - 第二次世界大戦: ハンガリー・ルーマニアがアメリカ合衆国に宣戦布告。
- 1948年 - 泉山三六蔵相が会期中の国会食堂内で泥酔し女性議員に悪態。翌日議員辞職（国会キス事件）。
- 1950年 - 地方公務員法公布。
- 1955年 - 国鉄最大の機関車、EH10形電気機関車が高速試験運転で124 km/hを記録。
- 1959年 - キプロスで大統領選挙。キプロス正教会（英語版）首座主教マカリオス3世を選出。
- 1959年 - ラジオ東京テレビで『兼高かおる世界の旅』が放送開始。1990年まで30年10か月の長寿番組に。
- 1962年 - アメリカが能動型通信衛星「リレー1号」を打ち上げ。
- 1967年 - ギリシャ国王コンスタンティノス2世が軍事政権に対する逆クーデターを仕掛けるが失敗し、ローマへ亡命。
- 1974年 - マルタが英連邦王国からイギリス連邦内の共和国となる。
- 1977年 - 日本社会党大会で飛鳥田一雄を党委員長に選出。
- 1979年 - 映画『1941』のプレミア上映。作中で伊号第十九潜水艦がアメリカ合衆国本土を初砲撃。遊園地や戦車に被害を与えるさまを描いた。
- 1981年 - ポーランド首相ヤルゼルスキが民主化運動への対抗策として戒厳令を発令。
- 1991年 - 韓国と北朝鮮が南北基本合意書を締結。
- 2003年 - イラク戦争: アメリカ軍などがイラクのサッダーム・フセイン元大統領を拘束（en:Operation Red Dawn）。
- 2004年 - 埼玉県さいたま市内の量販店ドンキホーテ2店舗が相次いで放火され従業員3人が焼死（ドン・キホーテ放火事件）。
- 2005年 - 韓国大統領盧武鉉がASEAN各国首脳とクアラルンプールの第九次首脳会談で包括的経済協力枠組み協定を締結する。
- 2006年 - 長江流域の大規模な調査の結果、ヨウスコウカワイルカが「ほぼ絶滅」と宣言される[2]。
- 2006年 - 国際連合総会が障害者権利条約を採択。
- 2013年 - アメリカ合衆国コロラド州にてアラパホー高校銃乱射事件が発生[3]。
- 2022年 - WBAスーパー・WBC・IBF世界バンタム級王者の井上尚弥がポール・バトラーに11回でKO勝利し、新たにWBO王座を獲得、ボクシング史上9人目にしてバンタム級及びアジア人初の四団体統一王者となる（井上尚弥 対 ポール・バトラー戦）。
- 2024年 - 12月3日の韓国の戒厳令に関して、趙志浩（チョジホ）韓国警察庁長官と金峰植（キムボンシク）ソウル警察庁長官が逮捕される。

## 誕生日
- 1520年 - シクストゥス5世、第227代ローマ教皇（+ 1590年）
- 1553年 - アンリ4世、フランス国王（+ 1610年）
- 1659年（寛文5年10月29日） - 三宅康雄、第2代三河国田原藩主（+ 1726年）
- 1662年（寛文2年11月3日） - 五島盛暢、第5代肥前国福江藩主（+ 1691年）
- 1665年（寛文5年11月7日） - 朽木稙治、第4代丹波国福知山藩主（+ 1741年）
- 1678年（康熙17年10月30日） - 雍正帝、清朝第5代皇帝（+ 1735年）
- 1750年（寛延3年11月15日） - 池田澄延、第4代因幡国鹿奴藩主（+ 1769年）
- 1779年（安永8年11月6日） - 松平直方、第7代出雲国母里藩主（+ 1842年）
- 1797年 - ハインリヒ・ハイネ、詩人（+ 1856年）
- 1815年（寛文5年11月13日） - 石川総紀、第8代伊勢国亀山藩主（+ 1886年）
- 1816年 - ヴェルナー・フォン・ジーメンス、電気技術者（+ 1892年）
- 1819年 - トーマス・フランシス・ディックシー、画家（+ 1895年）
- 1841年（天保12年11月1日） - 赤松則良、海軍中将、貴族院議員（+ 1920年）
- 1846年 - ニコライ・ヤロシェンコ、画家（+ 1898年）
- 1847年（弘化4年11月6日） - 宗義達、第16代対馬国府中藩主（+ 1902年）
- 1851年（嘉永4年11月21日） - 瀧川辨三、東洋燐寸株式会社創業者（+ 1925年）
- 1871年 - エミリー・カー、芸術家、作家（+ 1945年）
- 1877年 - 大谷竹次郎、実業家、松竹の創業者（+ 1969年）
- 1877年 - 白井松次郎、実業家、松竹の創業者（+ 1951年）
- 1880年 - 駒ヶ嶽國力、大相撲力士（+ 1914年）
- 1902年 - タルコット・パーソンズ、社会学者（+ 1979年）
- 1902年 - 屋良朝苗、政治家、沖縄県知事（+ 1997年）
- 1905年 - 島田正吾、俳優（+ 2004年）
- 1906年 - 平井富三郎、商工官僚、元新日本製鐵（現日本製鉄）社長（+ 2003年）
- 1910年 - 入矢義高、中国文学研究家（+ 1998年）
- 1911年 - 鈴木棠三、国文学者、国語学者（+ 1992年）
- 1915年 - クルト・ユルゲンス、俳優（+ 1982年）
- 1917年 - 壷井宇乃子、競泳選手（+ 1940年）
- 1918年 - 清家清、建築家（+ 2005年）
- 1918年 - ロザリア・ロンバルド、将軍であったマリオ・ロンバルドの娘（+ 1920年）
- 1919年 - ハンス・ヨアヒム・マルセイユ、ドイツ空軍のエース・パイロット（+ 1942年）
- 1921年 - 土橋啓二、作曲家、指揮者（+ 1983年）
- 1922年 - ロベール・ヴェイロン＝ラクロワ、チェンバロ奏者、ピアニスト（+ 1991年）
- 1923年 - フィリップ・アンダーソン、物理学者（+ 2020年）
- 1923年 - ラリー・ドビー、元プロ野球選手（+ 2003年）
- 1924年 - 小倉昌男、実業家、ヤマト運輸元会長（+ 2005年）
- 1925年 - ディック・ヴァン・ダイク、俳優
- 1928年 - 三浦保、実業家、芸術家、三浦工業設立者
- 1928年 - 李容洙、社会活動家
- 1929年 - クリストファー・プラマー、俳優（+ 2021年）
- 1931年 - 城達也、俳優、声優（+ 1995年）
- 1932年 - 仲代達矢、俳優
- 1934年 - リチャード・D・ザナック、映画プロデューサー（+ 2012年）
- 1937年 - ローベルト・ゲルンハルト、作家、詩人、画家（+ 2006年）
- 1940年 - 中村方隆、俳優（+ 2008年）
- 1941年 - 加藤眞、実業家、(株)シグマオートモーティブ・(株)サード設立者
- 1942年 - 金星根、野球監督
- 1943年 - ローカル岡、漫談家（+ 2006年）
- 1944年 - みなみらんぼう、歌手
- 1944年 - 小早川正昭、アナウンサー
- 1947年 - 山上たつひこ、漫画家
- 1949年 - こだま兼嗣、アニメーション監督
- 1949年 - 潮哲也、俳優
- 1950年 - 三ツ矢憲生、政治家
- 1951年 - 浅田次郎、作家
- 1951年 - ミッキー吉野、音楽家（ゴダイゴ）
- 1952年 - 井筒和幸、映画監督
- 1953年 - パット・トーピー、ミュージシャン（MR. BIG）（+ 2018年）
- 1954年 - 佐田繁理、実業家、さだ企画代表取締役社長、元サッカー選手
- 1956年 - 佐山泰三、実業家、脚本家、元俳優、元声優
- 1957年 - スティーヴ・ブシェミ、俳優
- 1957年 - エリック・マリエンサル、サクソフォーン奏者
- 1958年 - 芦川よしみ、女優
- 1958年 - 樋口可南子、女優
- 1958年 - 柳川久治、技術者
- 1958年 - 七五三木敏幸、実業家、Hyundai Mobility Japan社長、元ポルシェジャパン社長
- 1958年 - リン＝ホリー・ジョンソン、女優
- 1959年 - 三谷泰弘、ミュージシャン（元スターダストレビュー）
- 1960年 - ジョー・リノイエ、作曲家、歌手
- 1960年 - 加藤良治、元プロ野球選手
- 1961年 - 合田道人、作家、歌手
- 1961年 - 池内ひろ美、夫婦・家族問題評論家
- 1961年 - 吉川亨、元サッカー選手、指導者
- 1961年 - モーリス・スミス、プロフェッショナルファイター
- 1962年 - 園田健一、漫画家
- 1962年 - シントン・ラーピセートパン、大使
- 1963年 - 岡崎京子、漫画家
- 1963年 - 恩田快人、ベーシスト（元JUDY AND MARY）
- 1964年 - hide、ギタリスト、アーティスト（X JAPAN）（+ 1998年）
- 1965年 - 井戸正枝、政治家
- 1966年 - 藤波俊彦、漫画家
- 1967年 - 織田裕二、俳優、歌手
- 1969年 - 柴崎浩、ギタリスト
- 1969年 - 古本新乃輔[4]、俳優、声優
- 1969年 - 石川英郎、声優
- 1969年 - 安藤康洋、自転車競技選手
- 1970年 - LOW IQ 01、ミュージシャン
- 1971年 - 宮野久美子、タレント、元アイドル（おニャン子クラブ）
- 1971年 - パク・ジニョン（J.Y.Park）、音楽プロデューサー
- 1972年 - 井戸田潤、お笑いタレント（スピードワゴン）
- 1973年 - 角田晃広、お笑いタレント（東京03）
- 1973年 - 松ヶ下宏之、ミュージシャン（Bluem of Youth）
- 1973年 - 森本英希、フルート奏者、リコーダー奏者
- 1973年 - 黒木知宏、元プロ野球選手
- 1973年 - 鈴木寛、ボブスレー選手
- 1975年 - 結野亜希、フリーアナウンサー
- 1977年 - 綾部祐二、お笑いタレント（ピース）
- 1977年 - 中西有希人、元プロ野球選手
- 1978年 - BJペン、総合格闘家
- 1978年 - マキシマムザ亮君、ミュージシャン（マキシマムザホルモン）
- 1979年 - 中村九郎、ライトノベル作家
- 1979年 - タナカ・アイコ、女優
- 1980年 - 妻夫木聡、俳優
- 1980年 - 半﨑美子、歌手
- 1980年 - 中村春菊、漫画家
- 1981年 - エイミー・リー、歌手（エヴァネッセンス）
- 1981年 - HIROKI、プロレスラー
- 1982年 - 木下あゆ美、女優
- 1982年 - 田中幸太朗、俳優
- 1982年 - 永山瑛太、俳優
- 1982年 - きこうでんみさ、タレント、元AV女優
- 1982年 - 首藤真吾、ラジオDJ
- 1982年 - 山元香里、アナウンサー
- 1982年 - 恩田美栄、フィギュアスケート選手
- 1982年 - リッキー・ノラスコ、プロ野球選手
- 1983年 - オティリア・イェジェイチャク、競泳選手
- 1983年 - ジェネス・ジェプコスゲイ、陸上競技選手
- 1983年 - みよこ、お笑いタレント（元三等分、元マンゴスティン）
- 1983年 - 山田義孝、ミュージシャン（吉田山田）
- 1984年 - 嶋基宏、元プロ野球選手
- 1984年 - サンティ・カソルラ、サッカー選手
- 1984年 - UZ、ギタリスト（SPYAIR）
- 1984年 - 田中宣宗、ミュージカル俳優
- 1985年 - 横峯さくら、プロゴルファー
- 1985年 - 水橋みく、元AV女優
- 1985年 - アンディー・サイツ、フィギュアスケート選手
- 1986年 - 五十嵐裕美、声優
- 1986年 - 山崎憲晴、元プロ野球選手
- 1987年 - 加藤貴大、元プロ野球選手
- 1987年 - ツイヘンドリック、ラグビー選手
- 1987年 - 仁部屋和弘、フットサル選手
- 1988年 - 中山卓也、俳優
- 1988年 - 紗奈、AV女優
- 1988年 - 鈴木悠介、元プロボクサー
- 1988年 - リッキー・ファウラー、プロゴルファー
- 1989年 - 古川愛李、イラストレーター、元アイドル（元SKE48）
- 1989年 - おかもとまり、起業家、元お笑いタレント
- 1989年 - 吉村志穂、バレーボール選手
- 1989年 - 伊藤和雄、元プロ野球選手
- 1989年 - テイラー・スウィフト、シンガーソングライター
- 1989年 - タイラー・パストルニッキー、元プロ野球選手
- 1989年 - 田代将太郎、元プロ野球選手
- 1990年 - NOZOMI、モデル、ブラジリアン柔術家、元プロレスラー
- 1990年 - 宮下まい、AV女優
- 1990年 - アントン・ヒーセン、サッカー選手
- 1990年 - レア・リン・ガブリエラ・フォルトゥニ、サッカー選手
- 1991年 - おのののか、タレント、元グラビアアイドル
- 1991年 - 久保円華、アナウンサー
- 1991年 - 松下ひかり、AV女優
- 1992年 - 堀米勇輝、サッカー選手
- 1993年 - 川上ジュリア、歌手、女優
- 1993年 - 中田絢千、タレント
- 1993年 - 保田真愛、グラビアアイドル
- 1993年 - 鈴木唯、フジテレビアナウンサー
- 1994年 - 家入レオ、シンガーソングライター
- 1995年 - 原あや香、モデル、タレント
- 1995年 - サーヤ、お笑いタレント（ラランド）
- 1996年 - 岡山智樹、俳優
- 1996年 - 鈴木みつき、アイドル（FES☆TIVE）
- 1997年 - 鈴木日葵、元バレーボール選手
- 1998年 - 乙黒拓斗、レスリング選手
- 1998年 - 徳江かな、グラビアアイドル
- 1998年 - 七沢みあ、AV女優
- 1998年 - 前田航基、俳優、タレント（まえだまえだ）
- 1999年 - 池田匡志、俳優
- 1999年 - アネット・ネメス、バレーボール選手
- 2000年 - 宮島優心、歌手（ORβIT）
- 2001年 - 三田大生、大相撲力士
- 2002年 - 根本健太、サッカー選手
- 2003年 - 水谷咲良、ラグビー選手
- 2004年 - 鈴野いおり、女優
- 2007年 - 川嶋美楓、歌手（Juice=Juice）
- 生年不詳 - 上原さやか、声優
- 生年不詳 - 出牛力[5]、声優
- 生年不詳 - 有馬、漫画家、同人作家
- 生年不詳 - 白玉もち、漫画家、同人作家
- 生年不詳 - 百鬼あやめ、Vtuber

## 忌日
- 1204年 - モーシェ・ベン＝マイモーン、ユダヤ教のラビ、哲学者（* 1135年）
- 1250年 - フリードリヒ2世、神聖ローマ皇帝（* 1194年）
- 1466年 - ドナテッロ、彫刻家（* 1386年）
- 1473年（文明5年11月24日）- 上杉政真、室町時代の武将（* 1451年）
- 1521年 - マヌエル1世、ポルトガル王（* 1469年）
- 1565年 - コンラート・ゲスナー、博物学者（* 1516年）
- 1658年（万治元年11月19日） - 千宗旦、茶人（* 1578年）
- 1784年 - サミュエル・ジョンソン、文学者（* 1709年）
- 1828年（文政11年11月7日） - 本居春庭、国学者（* 1763年）
- 1840年 - ルイ・ド・ラ・ブルドンネ、チェスの非公式世界チャンピオン（* 1795年）
- 1863年 - フリードリヒ・ヘッベル、劇作家、詩人、小説家（* 1813年）
- 1864年（元治元年11月15日） - 中山忠光、江戸時代の公卿（* 1845年）
- 1867年（慶応3年11月18日） - 伊東甲子太郎、新選組参謀、御陵衛士盟主（* 1835年）
- 1867年（慶応3年11月18日） - 藤堂平助、新選組8番隊組長、御陵衛士（* 1844年）
- 1901年 - 中江兆民、思想家（* 1847年）
- 1919年 - ヴォルデマール・フォークト、物理学者（* 1850年）
- 1923年 - テオフィル・アレクサンドル・スタンラン、画家、版画家（* 1859年）
- 1930年 - フリッツ・プレーグル、医化学者（* 1869年）
- 1931年 - ギュスターヴ・ル・ボン、医師、心理学者、社会学者、物理学者（* 1841年）
- 1935年 - ヴィクトル・グリニャール、化学者（* 1871年）
- 1942年 - 加藤義男、野球選手（* 1920年）
- 1944年 - ワシリー・カンディンスキー、画家、美術理論家（* 1866年）
- 1945年 - 柴五郎、陸軍軍人（* 1859年）
- 1947年 - ニコライ・リョーリフ、画家（* 1874年）
- 1950年 - エイブラハム・ウォールド、数学者（* 1902年）
- 1950年 - 永井道明、体育学者（* 1869年）
- 1955年 - エガス・モニス、医学者（* 1874年）
- 1955年 - 赤松克麿、政治家、元衆議院議員（* 1894年）
- 1968年 - 佐藤千夜子、歌手（* 1897年）
- 1969年 - レイモンド・スプルーアンス、アメリカ海軍大将（* 1886年）
- 1969年 - 獅子文六、作家（* 1893年）
- 1977年 - 小原國芳、教育者、玉川学園創設者（* 1887年）
- 1978年 - 長井満、元大日本帝国海軍少将、回天特別攻撃隊司令官（* 1895年）
- 1981年 - コーネリアス・カーデュー、作曲家（* 1936年）
- 1983年 - 安岡正篤、陽明学者（* 1898年）
- 1986年 - 柴田崎雄、元プロ野球選手（* 1925年）
- 1987年 - クロード・トーマス・スミス、作曲家（* 1932年）
- 2001年 - チャック・シュルディナー、ミュージシャン（* 1967年）
- 2004年 - デビッド・ホイーラー、計算機科学者（* 1927年）
- 2005年 - 阿子島たけし、音楽評論家（* 1940年）
- 2006年 - 永山武臣、実業家（* 1925年）
- 2007年 - メイ牛山、美容研究家（* 1911年）
- 2009年 - ポール・サミュエルソン、近代経済学者、ノーベル経済学賞受賞者（* 1915年）
- 2010年 - 渡部猛、声優（* 1936年）
- 2012年 - モーリス・エルゾーグ、登山家、政治家（* 1919年）
- 2014年 - 品田雄吉、映画評論家（* 1930年）
- 2014年 - 水玉螢之丞、イラストレーター、漫画家（* 1959年）
- 2015年 - ベネディクト・アンダーソン、政治学者（* 1936年）
- 2015年 - 木下通博、俳優（* 1954年）
- 2015年 - 宮下新平、アニメーション演出家・監督（* 1968年）
- 2016年 - トーマス・シェリング、経済学者、政治学者、ゲーム理論家、ノーベル経済学賞受賞者（* 1921年）
- 2016年 - 東洋、心理学者、東京大学名誉教授（* 1926年）
- 2016年 - 石橋誠晃、政治家、元愛知県常滑市長（* 1936年）
- 2016年 - アラン・シック、俳優（* 1947年）
- 2017年 - 杉田博明、ジャーナリスト、エッセイスト（* 1935年）
- 2017年 - 森本龍石、書道家（* 1940年）
- 2017年 - ウォーレル・デイン、歌手、ミュージシャン（サンクチュアリ、ネヴァーモア）（* 1961年）
- 2018年 - 銭村健三、元プロ野球選手（* 1927年）
- 2018年 - 袁木、ジャーナリスト、報道官（* 1927年）
- 2018年 - レネ・ラサルテス、プロレスラー（* 1928年）
- 2018年 - ナンシー・ウィルソン、ジャズ歌手（* 1937年）
- 2018年 - 宇津徹男、政治家、元島根県浜田市長（* 1943年）
- 2019年 - 高井保弘、元プロ野球選手（* 1945年）
- 2019年 - 潮丸元康、元大相撲力士、年寄13代東関（* 1978年）
- 2020年 - 新野幸次郎、経済学者、神戸大学名誉教授、同大学第9代学長（* 1925年）
- 2020年 - 浅香光代、剣劇女優（* 1928年）
- 2020年 - ジェームス・マクレーン、水泳選手、1948年ロンドン五輪・1952年へルシンキ五輪金メダリスト（* 1930年）
- 2020年 - 槙原稔、実業家、元三菱商事社長・三菱金曜会世話人代表（* 1930年）
- 2020年 - 小谷承靖、映画監督、演出家、脚本家（* 1935年）
- 2020年 - アンブロセ・マンドゥロ・ドラミニ、政治家、実業家（* 1968年）
- 2020年 - 城谷耕生、デザイナー（* 1968年）
- 2021年 - 初代真山一郎、浪曲師（* 1929年）
- 2021年 - 柏木博、デザイン評論家（* 1946年）
- 2023年 - アントニオ・ジュリアーノ、サッカー選手（* 1943年）
- 2024年 - 須田寬、実業家、初代JR東海社長、第7代鉄道友の会会長（* 1931年）
- 2024年 - 西川章、実業家、元三菱マテリアル社長（* 1935年）
- 2024年 - 松谷克、実業家、元日本紙パルプ商事社長（* 1938年）
- 2024年 - カーター・エッカート、韓国学者（* 1945年）

## 記念日・年中行事
- 正月事始め・煤払い・松迎え（ 日本）
正月を迎える準備を始める日。昔はこの日に門松やお雑煮を炊くための薪など、お正月に必要な木を山へ取りに行く習慣があった。
- 聖ルチア祭（スカンディナヴィア諸国、南欧）
シラクサのルチアの聖名祝日。
- ナショナルデー（ セントルシア）
クリストファー・コロンブスがセントルシア島を「発見」したのが聖ルチアの祝日であったとされることから。
- 共和国記念日（ マルタ）
1974年のこの日、マルタが英連邦王国からイギリス連邦内の共和国に移行した。
- ビタミンの日（ 日本）
『ビタミンの日』制定委員会が2000年9月に制定。1913年のこの日、鈴木梅太郎が、米ぬかから抽出した脚気を予防する成分に「オリザニン」と命名したことを東京化学会で発表したことを記念。オリザニンは後に、この1年後に発見されたビタミンB1と同じ物質であることが判明した。
- 美容室の日（ 日本）
美容師の正宗卓が2003年に制定。12月は美容室に多くの客が訪れる月で、13日は「13」をくっつけるとBeautyの頭文字Bになることから。
- 南京大虐殺犠牲者国家追悼の日( 中国)
南京事件（南京大虐殺）の被害者を追悼するために、第12回中華人民共和国全国人民代表大会常務委員会が設立した国民記念日である。毎年12月13日、南京で記念式典が開催される。